# Cryptogemma calypso
Cryptogemma calypso é uma espécie de gastrópode do gênero Cryptogemma, pertencente à família Turridae.